# Kościół św. Andrzeja Apostoła w Poznaniu
Kościół pw. św. Andrzeja Apostoła – kościół parafii pw. św Andrzeja Apostoła w Poznaniu, na Spławiu, w obrębie osiedla samorządowego Szczepankowo-Spławie-Krzesinki.

## Historia
Pierwszy kościół na Spławiu istniał już w 1386. W jego miejscu, w XV wieku powstała kolejna świątynia, która spłonęła w 1656 roku podczas potopu szwedzkiego. Kościół został odbudowany w latach 1692–1736 dzięki fundacji Mycielskich, jako parafialny dla wsi Spławie i innych okolicznych wsi wchodzących w skład folwarku Spławie. Konsekracji dokonano jednak dopiero po przebudowie w 1893 roku. Świątynia po raz kolejny poważnie ucierpiała podczas walk w 1945 roku, gdy zawaliło się sklepienie niszcząc neogotyckie wyposażenie kościoła.

## Architektura
Jednonawowy, kryty dwuspadowym dachem z sygnaturką. Bryła, obecnie w stylu neogotyckim, wsparta jest masywnymi skarpami. W ścianach zewnętrznych dwie tablice upamiętniające ofiary wojen toczonych w latach 1914–1920 oraz II wojny światowej. Przy kościele wolnostojąca dzwonnica z 1891 roku w której znajdują się trzy dzwony, plebania z 1878 roku, oraz kilka nagrobków będących pozostałością po parafialnym cmentarzu.

## Wnętrze
Nawa kościoła przekryta jest pseudosklepieniem gwiaździstym z 1953 roku. Na ścianach bocznych umieszczone są tablice grobowe rodziny Mycielskich fundatorów i opiekunów kościoła oraz obrazy przedstawiające między innymi Matkę Boską z Dzieciątkiem oraz św. Józefa z Dzieciątkiem. Granitowy ołtarz główny wykonany z pojedynczego fragmentu skały pochodzi z 1970 roku. Organy na emporze pochodzą z przełomu XVIII i XIX wieku i trafiły tu z kościoła w Waliszewie. Witraże w świątyni wykonała Katarzyna Stasińska.